# Sós József (orvos)
Sós József (születési nevén Soós József) (Orosháza, 1906. november 21. – Budapest, 1973. január 4.) Kossuth-díjas magyar orvos, patofiziológus, táplálkozástudós, egyetemi tanár, a Magyar Tudományos Akadémia levelező tagja. A táplálkozástudomány, a kórélettan néptáplálkozási vonásai és a pajzsmirigy okozta elváltozások neves kutatója. 1962–1964 között a Budapesti Orvostudományi Egyetem tudományos rektorhelyettese, majd 1967-ig az egyetem rektora.
| Sós József                                | Sós József                                |
| Kattints az alábbi külső linkek egyikére! | Kattints az alábbi külső linkek egyikére! |
| ----------------------------------------- | ----------------------------------------- |
| Nem található szabad kép.(?)              |                                           |
| külső link · jogvédett                    | Sós József fényképe.                      |

## Életpályája
1926-ban végzett a szegedi Baross Gábor Reáliskolában, majd felvették a Debreceni Egyetem Orvostudományi Karára, ahol 1932-ben szerzett orvosi diplomát. Tanulmányai mellett gyakornokként Verzár Frigyes kutatócsoportjában dolgozott.  Diplomájának megszerzése után rövid ideig segédorvosként dolgozott a debreceni kórház gyermekgyógyászati osztályán. 1932 végén visszatért szülővárosába, ahol gyakorló orvosként kezdett el dolgozni. 1936-ban Mansfeld Géza hívására a pécsi Erzsébet Tudományegyetem Gyógyszertani és Kórélettani Intézetébe. 1940-ben habilitált és magántanári kinevezést kapott. 1941-ben Johan Béla megbízza az Országos Közegészségügyi Intézet néptáplálkozás-kutató osztályának megszervezése, amelynek alapító vezetője volt 1947-ig. Közben 1946-ban a pécsi egyetem címzetes nyilvános rendkívüli tanárává avatta. Emellett 1943-ban megszervezte a Golyvakutató Állomást is. 1945-ben megbízták a Népjóléti Minisztérium egészségvédelmi főosztályának megszervezésével. 1948-ban a Budapesti Orvostudományi Egyetem a kórélettan nyilvános rendes tanárává nevezték ki. A felsőoktatási rendszer 1950–51-es átalakítása után az egyetem Kórélettani Intézetének igazgatói tisztségét vette át tanszékvezető egyetemi tanári beosztásban. 1962-ben az egyetem tudományos rektorhelyettese, 1964-ben rektora lett. Az egyetemet 1967-ig vezette. 1971-ben az Országos Dietétikai Intézet igazgatója lett.
1952-ben megkapta addigi munkásságáért az orvostudomány kandidátusa fokozatot, 1953-ban pedig megvédte akadémiai doktori értekezését. Az MTA Egészségtudományi Bizottságának lett tagja, később elnöke. 1961-ben a Magyar Tudományos Akadémia levelező tagjává választották. Ezenkívül 1967-ben a Magyar Orvostörténeti Társaság vezetőségi tagjává választották, valamint tíz évig vezette az Egészségügyi Tudományos Tanácsot. Több külföldi tudományos társaság tagja is volt, így az Internationale Gesellschaft für Nahrungs- und Vitalstoff-Forschung, ahol a tudományos tanácsban is részt vett, valamint a londoni Royal Society of Medicine.

## Munkássága
Fő kutatási területe táplálkozástudomány, a kórélettan néptáplálkozási vonásai és a pajzsmirigy okozta elváltozások.
Gyakorló orvosi munkássága idején kezdett el foglalkozni a népegészségügy kérdéseivel, amikor az Orosháza környékén lévő kisfalvakat és tanyákat látogatta. Később figyelme a táplálkozás-élettan és a kórélettan egyes kérdéseire fordult. Egyik legfontosabb bizonyítéka az életfontosságú aminosavak hiányával kapcsolatos. Megállapította, hogy ezen savak hiányának következtében sajátos kórfolyamatok kezdődnek és keletkeznek. Kísérleti úton kimutatta, hogy egyes szívbetegségekben és a hirtelen szívhalálban fontos szerepet töltenek be a szívizom anyagcsere-zavarai. Foglalkozott a táplálkozás-élettani kutatásai alatt az úgynevezett „civilizációs betegségekkel”, így többek között a kemizációs ártalmakkal is. Ezek közül kutatta többek között az ilyen ártalmak során az idegrendszerben fellépő funkcionális zavarokat. Kutatta az egyes mezőgazdaságban alkalmazott vegyszerek és peszticidek idegkárosító hatásait is állatkísérletek során.
Nyolc könyvet és számos tudományos közleményt írt, illetve volt társszerzője. Munkáit magyarul adta közre, de lefordították angol és orosz nyelvre is. Egy könyve öt kiadást ért meg.

## Díjai, elismerései
- Kossuth-díj (1959)
- Semmelweis Ignác-emlékérem (1972)

## Főbb publikációi
- A gyakorló orvos laboratóriuma (1941, öt kiadás; utolsó 1968)
- Magyar táplálkozástan (1942)
- Háborús táplálkozás I–II. (1943)
- Kórélettan (1949)
- Szervezetünk felépítése és működése (Fiam Bélával, 1950)
- Anyagcsere-meghatározás (In Klinikai laboratóriumi diagnosztika, 1952, 1955)
- A rosszindulatú daganatok megelőzése (1952)
- Kísérleti állatok biológiai és fiziológiai standard értékei (1954)
- Népélelmezés (1959)
- Táplálkozás, egészség, betegség (1965)
- Kórélettan (Kesztyűs Loránddal, 1966)
- A civilizációs betegségek kórtana (társszerző, 1969)
- A táplálkozás művészete (Sós Andrással és Szelényi Istvánnal, 1970)

## További irodalom
- Kesztyűs Loránd: Sós József (Magyar Tudomány, 1973)
- Gáti Tibor: Sós József (Kísérletes Orvostudomány, 1973)
- Beck Zoltán – Koszorús Oszkár: Dr. Sós József Bibliográfia (1981)
- Rigó János: Dr. Sós József (Szegletkő, IX. évf. 3. szám)
- Sós József. Pécsi Egyetemi Almanach 1367–1999 (Hozzáférés: 2022. január 30.)